# 滕楚莲

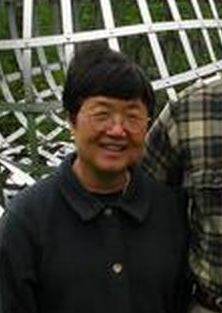
2010年的滕楚莲

滕楚莲（英語：Chuu-Lian Terng, 1949年—）是一位美国华人数学家，几何学家，主攻流形几何与孤立子方程。

## 生平
1949年出生于台湾，毕业于臺北市立第一女子高級中學，1971年获得國立臺灣大學学士学位，1976年获得布兰戴斯大学博士学位。同年进入加州大学伯克利分校担任讲师，1978年加入普林斯顿大学担任副教授，1982年加入东北大学 (美国)担任副教授，1986年升任为教授。2004年加入加利福尼亞大學爾灣分校担任教授。

## 家庭
1981年和博士导师理查德·帕勒里斯结婚。

## 荣誉
- 1980年获得斯隆奖。
- 1997年获得洪堡研究奖。
- 2012年被选为美国数学学会会士。[8]
- 2018年被选为女性数学家协会会士。[9]